# Circondario di Yorosso
Il circondario di Yorosso è un circondario del Mali facente parte della regione di Sikasso. Il capoluogo è Yorosso.

## Geografia antropica

### Suddivisioni amministrative
Il circondario di Yorosso è suddiviso in 9 comuni:
- Boura
- Karangana
- Kiffosso I
- Koumbia
- Koury
- Mahou
- Ménamba I
- Ourikéla
- Yorosso